# U vỏ thượng thận
U vỏ thượng thận / adenoma vỏ thượng thận là một khối u lành tính của vỏ thượng thận. Nó có thể biểu hiện với hội chứng Cushing hoặc aldosteron nguyên phát. Chúng cũng có thể tiết ra androgen, gây ra chứng tăng androgen. Ngoài ra, chúng thường được chẩn đoán khi tình cờ thấy qua ảnh chụp y tế.
Đây là một khối u màu vàng được bao bọc kỹ lưỡng ở vỏ thượng thận, thường có đường kính 2 cm. Màu sắc của khối u, như với toàn bộ vỏ thượng thận, là do lipid được lưu trữ (chủ yếu là cholesterol), từ đó các hormone vỏ não được tổng hợp. Những khối u này là những phát hiện ngẫu nhiên thường gặp khi khám nghiệm tử thi và dường như không tạo ra rối loạn chuyển hóa đáng kể; chỉ một tỷ lệ rất nhỏ dẫn đến hội chứng Cushing. Tuy nhiên, những adenomas dường như không hoạt động này thường gặp nhất ở những người béo phì cao tuổi. Có một số tranh luận rằng chúng có thể thực sự đại diện cho các nốt trong tăng sản vỏ não lan tỏa. Rất hiếm khi, một adenoma vỏ thượng thận thực sự có liên quan đến các biểu hiện lâm sàng của hội chứng Conn, và có thể được chứng minh có bài tiết các khoáng chất.